# Miller Camera Support Equipment
Pour les articles homonymes, voir Miller.
Miller Camera Support Equipment est un fabricant Australien indépendant de trépieds, têtes de trépieds et de divers accessoire et supports pour caméras. 
L'entreprise est basée à Artarmon, près de Sydney.